# Elaeocarpus micranthus
Elaeocarpus micranthus är en tvåhjärtbladig växtart som beskrevs av Teijsm. & Binn.. Elaeocarpus micranthus ingår i släktet Elaeocarpus och familjen Elaeocarpaceae. Inga underarter finns listade i Catalogue of Life.